# Nigel Adkins
Pour les articles homonymes, voir Adkins.
Nigel Howard Adkins est un entraîneur anglais né le 11 mars 1965 à Birkenhead. Il a évolué au poste de gardien de but par le passé.

## Biographie

### Palmarès
- Vice-champion du Championnat d'Angleterre D2 en 2012